# Ossa - Stand by Me, My Dear
Ossa - Stand by Me, My Dear (骨が腐るまで?, Hone ga kusaru made, lett. "Finché le tue ossa non saranno decomposte") è un manga shōnen scritto e disegnato da Yae Utsumi, serializzato su Manga Box di Kōdansha dal 2016 al 2018. In Italia l'opera è stata pubblicata nel corso del 2019 da Panini Comics, sotto l'etichetta Planet Manga.

## Trama
(Ossa - Stand by Me, My Dear, vol. 3, retro di copertina)
Quando avevano undici anni, cinque amici (Shintaro, Tsubaki, Akira, Haruka e Ryu) uccisero un uomo e ne nascosero il cadavere; il macabro evento li ha fatti restare in contatto per i cinque anni successivi, quando improvvisamente iniziano a essere minacciati telefonicamente da qualcuno che conosce il loro segreto.

## Manga
In Giappone Ossa - Stand by Me, My Dear viene serializzato da Kōdansha sulla rivista Manga Box dal 1º maggio 2016 all'11 febbraio 2018, per poi essere pubblicato in sette volumi. In Italia, i diritti dell'opera sono stati acquisti da Panini Comics, che l'ha pubblicata con cadenza mensile sotto etichetta Planet Manga dal 2 maggio al 31 ottobre 2019.

### Volumi
Nell'edizione italiana del manga, i capitoli sono indicati come "notti".
| 1 | 7 ottobre 2016                                                 | ISBN 978-4-06-395756-3 | 2 maggio 2019     | ISBN 978-88-912-87953 |
| 1 | Capitoli - Notti 1-11                                          |                        |                   |                       |
| 2 | 6 gennaio 2017                                                 | ISBN 978-4-06-395838-6 | 30 maggio 2019    | ISBN 978-88-912-88158 |
| 2 | Capitoli - Notti 12-27 - Extra (inedito): Un giorno d'inverno… |                        |                   |                       |
| 3 | 7 aprile 2017                                                  | ISBN 978-4-06-395911-6 | 27 giugno 2019    | ISBN 978-88-912-88608 |
| 3 | Capitoli - Notti 28-44 - Extra (inedito): Ritorno al passato   |                        |                   |                       |
| 4 | 7 luglio 2017                                                  | ISBN 978-4-06-510032-5 | 25 luglio 2019    | ISBN 978-88-912-89193 |
| 4 | Capitoli - Notti 45-58                                         |                        |                   |                       |
| 5 | 6 ottobre 2017                                                 | ISBN 978-4-06-510234-3 | 29 agosto 2019    | ISBN 978-88-912-89698 |
| 5 | Capitoli - Notti 59-70 - Il giorno in cui tutto finì…          |                        |                   |                       |
| 6 | 9 gennaio 2018                                                 | ISBN 978-4-06-510720-1 | 26 settembre 2019 | ISBN 978-88-912-90137 |
| 6 | Capitoli - Notti 71-83                                         |                        |                   |                       |
| 7 | 9 aprile 2018                                                  | ISBN 978-4-06-511271-7 | 31 ottobre 2019   | ISBN 978-88-912-90663 |
| 7 | Capitoli - Notti 84-93 - L'ultima notte - …Last Episode        |                        |                   |                       |